# 瑞德西韦
瑞德西韦（英語：Remdesivir），又譯伦地西韦，商品名韦如意（英語：Veklury），是由美国吉利德科學公司开发的一种新型实验性广谱抗病毒药物，用來針對埃博拉病毒及被认为可以有效抑制呼吸道上皮细胞中SARS病毒和MERS病毒的复制。
瑞德西韦本身是前药，经生物轉化作用变为核糖核苷酸类似物之抑制剂，能够抑制病毒的RNA依赖性RNA聚合酶（RdRp）。据2020年的一项研究显示，瑞德西韦和干扰素IFNB1的联合用药对MERS有显著疗效。2020年10月22日FDA批准瑞德西韦成为第一个治疗2019冠状病毒病的药物。儘管世衛組織支持的研究結果發現該藥物對該病毒療效甚微，2022年1月，世卫组织“团结实验”的加拿大部分报告说，与接受标准治疗的人相比，接受瑞德西韦治疗的COVID-19住院患者死亡率较低（约 4%），且对氧气和机械通气的需求减少。 

## 臨床表現
2020年1月31日权威医学期刊《新英格兰医学杂志》在线发表了一篇论文，介绍美国首例确诊新型冠状病毒病例的诊疗过程以及临床表现，论文表示该患者在住院的第七天晚上，接受了瑞德西韦的静脉输注。第八天，患者的临床症状得到改善，他不再需要吸氧，血氧饱和度也恢复到了94%-96%，患者除了干咳和流鼻涕外已无其他症状。瑞德西韦治疗新型冠状病毒（2019-nCoV）的临床试验已于2月3日在北京中日友好医院启动，该临床试验总样本量270例，入组轻、中度新冠肺炎患者。2月2日，中国国家药监局药品审评中心（CDE）正式受理瑞德西韦的临床试验申请。
2月13日，美国国立卫生研究院發布报告稱研究发现吉利德科学公司的瑞德西韋对猴子使用，可有效预防或显著缓解中東呼吸綜合症。4月17日美国国立卫生研究院过敏与传染性疾病研究所病毒学家Emmie de Wit团队等人在预印本平台bioRxiv发布了研究論文Clinical benefit of remdesivir in rhesus macaques infected with SARS-CoV-2，該藥用於新冠病毒的試驗恒河猴身上，發現猴子的肺部炎症明显减少病毒量降低，但上呼吸道的病毒量不變所以傳播性並無下降，論文顯示瑞德西韦在恒河猴体内半衰期较短（0.39小时），会较快地转化为丙氨酸代谢产物（GS-704277）和亲本核苷（parent nucleoside）GS-441524。此次實驗意義可能顯示瑞德西韋對新冠輕症有效性，猴子在患病輕症初期就施藥表明能阻斷病情發展，但對於重症者人體實驗效果需等待結論。
2020年4月22日《金融时报》和Stat发布237名中重度新冠病毒患者的临床實驗报告，結果卻是瑞德西韦在人體上並無顯著降低死亡效果，其中13.9%患者死亡，對照組無用藥者12.8%死亡，並無統計學上太多意義顯示於死亡率上有顯著效益，此報告一度獲准登錄於世界衛生組織網站，而藥廠吉利德認為該研究的參與率上有疑問所以表示該研究有疑慮且論文還未通過同行审查，隨後文件暫時撤除於網站。此事件也造成4月24日美股盘中吉利德藥廠股價一度大跌8%，許多投資機構認為該研究並不能完全顯示瑞德西韦對新冠無療效，但很可能效果沒有想像中的大。
2020年4月29日，美国国立卫生研究院公布了来自全球多个国家的1063名新冠肺炎试验初步结果：瑞德西韦治疗组的康复时间中位数为11天，而安慰剂对照组的康复时间中位数为15天，瑞德西韦治疗组比安慰剂对照组康复快31%，达到统计显著（p<0.001）。同时，瑞德西韦治疗组的死亡率是8.0%，与安慰剂对照组11.6%的死亡率相比，尚未达到统计显著（p=0.059）。美国国家过敏和传染病研究所所长安东尼·福奇表示，瑞德西韦在NIAID的一项随机双盲对照试验中显示出了疗效，可以适度加快感染新冠病毒患者的康复速度。
2020年5月1日，美国食品药品管理局批准冠状病毒患者在紧急下可以使用瑞德西韦，且只允許在2019冠狀病毒病疫情期间使用。
2020年7月10日，吉利德科学公司根据新的试验数据表示，与单独使用标准治疗相比，瑞德西韦将新冠病毒重症患者的死亡风险降低了62%。对比分析的结果还显示，到第14天，接受瑞德西韦治疗的患者中74.4%的患者康复，7.6%的患者死亡；而未接受瑞德西韦的患者中康复率仅为59%，死亡率为12.5%。
2020年10月15日，世界卫生组织宣佈瑞德西韦對治療COVID-19療效甚微。吉利德科学公司對世衛組織的聲明表示質疑。而在10月22日，美国食品和药品管理局批准瑞德西韦作为COVID-19病毒的治疗药物。
2021年8月6日， 韩国中央防疫对策本部表示瑞德西韦对新冠病毒有疗效，还能有效对抗包括德尔塔在内的11种新冠变异株。

## 合成
瑞德西韋可以從核糖衍生物經由多步合成而得。如下圖為吉利德科學公司的Chun等人所發明的瑞德西韋合成方法之一。該方法分別先以丙胺酸酯鹽酸鹽與二氯氧磷苯酚酯在三乙胺與二氯甲烷中製得中間體a；三苄基保護的核醣在乙酸酐、二甲基亞碸中氧化成內酯中間體b；吡咯并[2,1-f] [1,2,4]三嗪-4-胺先發生溴代、在過量的三甲基氯化矽將胺基保護後使用正丁基鋰在-78 °C下進行發生鋰鹵交換反應得到中間體c。接著將中間體b緩慢加入含有中間體c的溶液中反應。弱酸性水溶液中淬滅反應後可以得到1:1的變旋異構物。接著與過量三甲基氰矽烷在二氯甲烷、-78 °C中反應10分鐘。加入三氟甲磺酸三甲基矽脂反應1小時，在碳酸氫鈉水溶液中淬滅，得到腈基化中間體。接著與三氯化硼於二氯甲烷中在-20 °C條件下進行苄基的保護基脫除。在碳酸鉀與甲醇的混合物中淬滅過量的三氯化硼。得到脫除苄基的中間體。再經由反相HPLC分離變旋異構物。將光學純的化合物(GS-441524)與中間體a在磷酸三甲酯與甲基咪唑作用下反應得到瑞德西韋的非對映異構體混合物。最後，經由手性拆分等方法可以得到光學純的瑞德西韋。

## 專利爭議
瑞德西韦是由美國吉利德科學公司的執行副總裁楊台瑩博士所領導開發的藥物，瑞德西韦化合物本身已取得美國（US9724360B2）、EP（EP3212174B1）、日本（JP6220484B1）、澳洲（AU2015339223B2）等地的專利，專利權期限至少到2035年10月29日，在其他許多國家和地區（包括中國大陸、加拿大等地）的專利正在審查中，該公司於2016年在全球（包括中國大陸）申請用此藥物治療冠狀病毒的專利，但此藥物尚未在美國以及任何國家獲得批准上市。中國2019年冠状病毒大流行期間，吉利德免費向中國大陸的重症患者提供试用瑞德西韦，武漢P4實驗室與合作單位在2020年1月21日搶先申報中國發明專利《瑞德西韋抗2019新型冠狀病毒的用途》，聲稱是为了「保護國家利益」，引發爭議與討論。對此，吉利德則回應「公司的核心关注在于病人，不希望卷入专利纠纷」。亦有專利從業人員認為：在已知瑞德西韦是廣效抗病毒藥物，對於不同屬的病毒都有治療效果，且吉利德科學公司的專利已明確揭示可將此類化合物用於治療冠狀病毒感染的前提下，除非武漢病毒研究所的專利申請案中有非常突出的實驗結果，並且請了非常厲害的專利代理人，否則這件PCT要取得中國大陸以外地區專利的難度應該非常非常地高。
中國上市企業博瑞生物醫藥於2020年2月11日發布其已成功仿製開發了瑞德西韋原料藥合成工藝技術和製劑技術。但後續如要正式投入市場仍須吉利德的專利授權，以及通過臨床試驗、審批等環節。
Veklury的专利申请中提到，除了100mg活性成分瑞德西韦外，还有3或6g的磺丁基醚-β-环糊精钠作为增溶剂，分别为Ligand Pharmaceuticals(San Diego, USA)生产的Captisol和CycloLab Cyclodextrin R&D Laboratory Ltd.(Budapest, Hungary)生产的Dexolve。

## 註解
1. ↑  实验型号为GS-5734

## 外部連結
- Remdesivir prevents MERS coronavirus disease in monkeys | National Institutes of Health (NIH) （页面存档备份，存于）
- Prophylactic and therapeutic remdesivir (GS-5734) treatment in the rhesus macaque model of MERS-CoV infection | PNAS （页面存档备份，存于）
- Chinese Drugmaker Mass-Producing Experimental COVID-19 Drug | Time （页面存档备份，存于）